# Kylie Lindsay
Pour les articles homonymes, voir Lindsay.
Kylie Lindsay, née le 13 octobre 1983 à Matamata, est une joueuse professionnelle de squash représentant la Nouvelle-Zélande. Elle atteint, en novembre 2012, la  34e place mondiale sur le circuit international, son meilleur classement. 

## Biographie
Elle commence le squash à l'âge de six ans. En parallèle de sa carrière de joueuse de squash, elle obtient une bourse d'études qui lui permet d'obtenir un Bachelor of Business Administration à l'université Massey.
Après sa retraite sportive, elle devient entraîneur de l'équipe junior féminine de Nouvelle-Zélande qui participe aux championnats du monde junior 2017.